# Criminale di turno
Criminale di turno è un film del 1954 diretto da Richard Quine. Fu il primo film da protagonista di Kim Novak.

## Trama
Due banditi svaligiano una banca, ma nel corso della rapina viene ucciso un agente. La polizia avendo scoperto che uno dei rapitori è Willers, fa pedinare la sua ragazza, Lona. Il compito viene affidato a Paul Sheridan, un agente che finisce per subire il fascino della bella bionda. Costei ne approfitta per indurre Paul ad uccidere Willers in modo da entrare in possesso del bottino, ma al momento di agire, però, un collega manda a monte il piano. Sheridan uccide ugualmente il delinquente e cerca di portare a termine il piano, ma si trova in una situazione senza via d'uscita.